# Polícar
Polícar es una localidad y municipio español situado en la parte suroccidental de la comarca de Guadix, en la provincia de Granada, comunidad autónoma de Andalucía. Limita con los municipios de Beas de Guadix, Lugros y Cortes y Graena. Otras localidades cercanas son Marchal y Purullena. Por su término discurre el río Alhama.
El municipio policareño es una de las siete entidades que componen la mancomunidad del Valle de los Ríos Alhama-Fardes, y comprende únicamente el núcleo de población de Polícar —capital municipal—, así como los diseminados del Molino del Llano y Salivica.

## Símbolos
Polícar cuenta con un escudo y bandera adoptados oficialmente el 8 de noviembre de 2018.

### Escudo
Su descripción heráldica es la siguiente:

El escudo de Polícar es de forma hispano-francés acaudado acabado en punta. En cuanto a particiones aparece un cuartel único con bordura. Sobre campo sanguíneo un racimo de uvas en oro (amarillo) y sinople (verde), bajo él tres ondas de agua en azur (azul) sobre plata (blanco). La bordura la componen ocho jaqueles alternados en gules (rojo) y plata alternando las armas de los Reinos de Castilla, Granada y León junto a espigas y un vaso argárico. El timbre heráldico es la corona real española y tiene un adorno vegetal compuesto de una corona vegetal formada por dos ramas de laurel en sinople verde y frutos de sable a ambos lados del mismo.

### Bandera
La enseña del municipio tiene la siguiente descripción:

Bandera de endrizar rectangular, de tafetán con una proporción de tres módulos de largo por dos de ancho, dividida en tres bandas horizontales, siendo la central de doble anchura que las otras en los siguientes colores: banda superior azul (Pantone Process Cyan C). Banda central de color blanco. Banda interior color rojo oscuro (Pantone 484 C). La bandera de Polícar incorpora el escudo municipal de Polícar que se sitúa en el centro de la intersección de las diagonales de la misma.

## Historia
Los orígenes de este lugar como núcleo de población parece remontarse a la época del Bajo Imperio Romano, aunque fue durante la dominación islámica cuando alcanzó su mayor desarrollo y de entonces conserva su estructura de callejas angostas y peculiar arquitectura. En el reino nazarita fue una alquería dependiente de Beas de Guadix, que entonces se llamaba Beas de los Cautivos.
Fue reconquistada por Fernando el Católico en 1489 y tras la rebelión y posterior expulsión de los moriscos quedó prácticamente despoblada y la ocuparon años después colonos procedentes sobre todo de Castilla.
El topónimo de Polícar, se interpreta como equivalente en árabe a «pulgar», lo que quería decir que éste era la «alquería del hombre del pulgar». También podía tratarse de una metátesis de "Poqueyra", «la boquera», «la entrada», haciendo referencia a la entrada del barranco hacia el llano; no se debe olvidar que Polícar, topográficamente, se sitúa en una altiplanicie o llano entre barrancos. No obstante, Espinar Moreno, en su estudio El dominio del agua de riego y las luchas entre varias alquerías de la tierra de Guadix, S XII / XVI, publicado por la Universidad de Murcia en 1987, dice que Polícar se llamaba Bizar en el siglo XII, y cambió este nombre por el de Polícar por una cuesta que subía hacia las casas de población.
El pueblo llegó a pertenecer a una familia durante siglos. Fue uno de los últimos latifundios en ser vendido a sus habitantes. En el año 1977 se realizó la compra de este, por un coste de 29 millones de pesetas, y el posterior reparto de las tierras entre sus vecinos. Es en 2006 cuando se realizaron las escrituras de los terrenos.

## Geografía

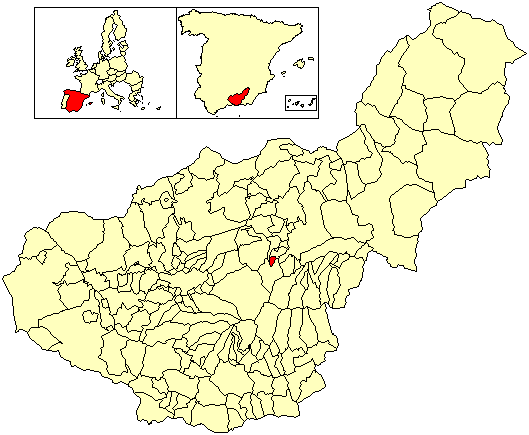
Extensión del municipio en la provincia de Granada

### Situación
Integrado en la comarca de Guadix, se encuentra situado a 56 kilómetros de la capital provincial, a 114 de Jaén, a 119 de Almería y a 239 de Murcia. El término municipal está atravesado por la carretera GR-4105, que conecta la localidad de Lugros con Purullena, próxima a la A-92.
| Noroeste: Beas de Guadix        | Norte: Beas de Guadix | Nordeste: Beas de Guadix |
| Oeste: Cortes y Graena y Lugros |                       | Este: Lugros             |
| Suroeste: Lugros                | Sur: Lugros           | Sureste: Lugros          |

El paisaje típico de Polícar, como pueblo es característico de un paisaje agrícola de alta montaña, propio del noreste de la provincia de Granada. Ocupado prácticamente por una meseta, dentro de la falda norte de Sierra Nevada, y limitado por los acantilados de los llamados bad-land, típicos de la Hoya de Guadix. Este espacio está fuertemente antropizado a través de la actividad agraria. La vegetación natural casi ha desaparecido y el perfil del relieve se ha suavizado. En esta zona se cultiva mayoritariamente viñas, almendros, cereal, pasto para el ganado y algunas hortalizas. A pesar de todo también se encuentra vegetación autóctona tales como el chaparro y el pino carrasco o de Alepo, y arbustos como el lentisco. Otras especies representativas son el tomillo, el romero, lavanda, el cantueso, el esparto, la retama, el pierno fino, bolines, etc. Se encuentra también varios reductos del bosque mediterráneo de alta montaña, así como vegetación de rivera, en la zona del río Alhama y en las numerosas balsas y acequias que recorren todo el municipio.

### Clima
El clima de Polícar es mediterráneo de influencia continental y se caracteriza por unas temperaturas extremas, tanto en invierno como en verano y por un régimen de precipitaciones muy desequilibrado. El invierno es relativamente húmedo y frío. Apenas hay vientos y las temperaturas descienden con frecuencia por debajo de 0 °C, siendo frecuentes las heladas y las nevadas en los meses más fríos. El verano es seco y cálido, aunque puede haber algunas tormentas aisladas.

## Demografía
Polícar cuenta con una población de 266 habitantes (INE 2024).
| Gráfica de evolución demográfica de Polícar entre 1857 y 2021 |
| |
| Población de derecho según los censos de población del INE Población de hecho según los censos de población del INEEn 1857 aparece este municipio porque se segrega del municipio Beas de Guadix |

## Economía

### Evolución de la deuda viva municipal
| Gráfica de evolución de la deuda viva del Ayuntamiento de Polícar entre 2008 y 2019                                |
| |
| Deuda viva del Ayuntamiento de Polícar en miles de euros según datos del Ministerio de Hacienda y Función Pública. |

## Administración y política
Los resultados en Polícar de las últimas elecciones municipales, celebradas en mayo de 2023, son:
| Elecciones Municipales - Polícar (2023) | Elecciones Municipales - Polícar (2023)  | Elecciones Municipales - Polícar (2023) | Elecciones Municipales - Polícar (2023) | Elecciones Municipales - Polícar (2023) |
| Partido político                        | Partido político                         | Votos                                   | Votos                                   | Concejales                              |
| --------------------------------------- | ---------------------------------------- | --------------------------------------- | --------------------------------------- | --------------------------------------- |
|                                         | Partido Popular (PP)                     | 153                                     | 69,86 %                                 | 5                                       |
|                                         | Partido Socialista Obrero Español (PSOE) | 64                                      | 29,22 %                                 | 2                                       |

### Alcaldes
| Legislatura | Nombre                                                               | Grupo |
| ----------- | -------------------------------------------------------------------- | ----- |
| 1979-1983   | Belarmino García Izquierdo                                           | UCD   |
| 1983-1987   | Gabriel Gómez Gómez                                                  | PSOE  |
| 1987-1991   | Antonio Sánchez Sánchez                                              | PSOE  |
| 1991-1995   | Antonio Sánchez Sánchez                                              | PSOE  |
| 1995-1999   | Antonio Sánchez Sánchez                                              | PSOE  |
| 1999-2003   | Rafael Casas Palenzuela (1999-2000) Felipe Martos Porcel (2000-2003) | PSOE  |
| 2003-2007   | Felipe Martos Porcel                                                 | PSOE  |
| 2007-2011   | Marcos Navarro González                                              | PP    |
| 2011-2015   | Marcos Navarro González                                              | PP    |
| 2015-2019   | Marcos Navarro González                                              | PP    |
| 2019-2023   | Marcos Navarro González                                              | PP    |
| 2023-act.   | Marcos Navarro González                                              | PP    |

## Comunicaciones

### Carreteras
La principal vía de comunicación que transcurre por el municipio es:
| Identificador | Denominación                    | Itinerario         |
| ------------- | ------------------------------- | ------------------ |
| GR-4105       | De Lugros a GR-4104 (Purullena) | Lugros - Purullena |

Algunas distancias entre Polícar y otras ciudades:
| Ciudades | Distancia (km) |
| -------- | -------------- |
| Guadix   | 14             |
| Granada  | 56             |
| Jaén     | 114            |
| Almería  | 119            |
| Murcia   | 239            |

## Servicios públicos

### Sanidad
El municipio cuenta con un consultorio médico de atención primaria situado en la plaza Juan Carlos I s/n, dependiente del Área de Gestión Sanitaria Nordeste de Granada. El servicio de urgencias está en el centro de salud de Purullena y el área hospitalaria de referencia es el Hospital de Alta Resolución de Guadix.

## Cultura

### Tradiciones y fiestas populares
Santos y Vírgenes de casa en casa
Una costumbre antigua que se sigue manteniendo en nuestros días. Polícar cuenta con cinco imágenes: San Antonio de Padua (patrón), la Sagrada Familia, la Purísima o Inmaculada Concepción, la Virgen de Fátima (patrona) y la "Milagrosa". Las imágenes van dentro de unas capillas de madera y se pasan de casa en casa antes de que llegue la noche, cuando se llega a la puerta se toca y se dice "Ave María Purísima" y la persona de la casa responde "Sin Pecado Concebida", y se le entrega la virgen; que se tiene toda la noche y todo el día con un cirio encendido. Al caer la tarde, la capilla con la imagen se lleva a la casa vecina, diciendo el saludo formal.
Flores a la Virgen
Otra costumbre que se sigue haciendo en la actualidad son las Flores a la Virgen. Durante todo el mes de mayo (mes dedicado por la Iglesia católica a la Virgen María) las mujeres se reúnen todas las tardes en la iglesia para rezar las flores a la Virgen. Se monta un altar en el presbiterio de la iglesia, donde permanecerá la Purísima todo el mes, rodeada de las muchas flores que le llevan todos los días.
La Cencerrá
La tradición de tocar La cencerrá el Sábado de Gloria viene de muy antiguo. La noche del Sábado de Gloria, todo el pueblo se reúne con cencerros en la iglesia y cuando el cura dice “Gloria”, todos los cencerros suenan estrepitosamente y se echan las campanas al vuelo para celebrar la Resurrección de Cristo. Cuentan los vecinos más mayores, que siempre se ha celebrado esta fiesta desde tiempos inmemoriales. Según las crónicas del Obispado de Guadix, en esta zona de ganaderos, durante la cuaresma (tiempo de penitencia) se le quitaban los cencerros a los animales como símbolo de esa penitencia, al llegar el día de la Resurrección se le volvían a poner, llevándolos antes a la Misa de Gloria para celebrar este acontecimiento. Esta tradicional costumbre se sigue celebrando a día de hoy.
La Guirnalda
Esta tradición se ha celebrado desde siempre en Polícar. Los novios solían ponerles “la guirnalda” a sus novias en la noche del Sábado de Gloria al Domingo de Resurrección. Solían reunirse en una casa particular, donde hacía el baile para festejar la resurrección de Cristo y el fin del tiempo de austeridad marcado por la cuaresma y la Semana Santa. Las jóvenes eran acompañadas por sus madres hasta que finalizaba este baile para controlar el comportamiento entre chicos y chicas.
Los propios jóvenes traían un guitarrista, una bandurria y un violín para amenizar la velada. Cuando acababa el baile, las muchachas recorrían las casas del pueblo pidiendo ropa vieja, que rellenarían de paja para hacer una especie de muñecos, denominados los “judas”. Los chicos que estaban interesados en alguna chica, le tocaban una serenata en la puerta de su casa, una vez acabada le ponían una rama de pino “Guirnalda” o naranjas de regalo, y se quedaban toda la noche vigilando, por si había otro joven interesado en la misma muchacha. A otras chicas se les dejaba un presente desagradable (un hueso llamado “zancarrón”) para hacerlas enfadar y desorientarlas, ya que nunca sabían quien se lo había dejado.
A la mañana siguiente, los jóvenes destrozaban y quemaban a estos "judas" por toda la plaza, antes de la procesión del Resucitado que se realiza al amanecer, para recordar el triunfo del bien sobre el mal con la resurrección.
La Matanza
El cerdo se compraba en enero y se iba criando todo el año. Se le daba para criarlo habas secas, manganos, maíz, y cebada y algunas hierbas, así como desperdicios de la casa. Había una persona que se cuidaba de llevarlos todo el año al campo a comer y le llamaban el porquero y cada vecino se llevaba el suyo cuando llegaba la hora de la matanza. Unos días antes se iba a Guadix a comprar las especies y lo que le hacía falta y cuando llegaba la hora de la matanza, el día antes, se pelaba la cebolla y se lavaba y se cocía, después se ponía a enfriar; cuando estaba fría se picaba en una máquina pequeña de mano que tenían y se ponían a escurrir.
A otro día se levantaban muy temprano para calentar el agua para cuando vinieran los matariles estuviera hirviendo, a continuación se juntaban los vecinos y algunos amigos para ayudarles y cuando estaba hirviendo se ponían a matar el cerdo y lo pelaban y abrían para sacarle las tripas. Las mujeres estaban preparadas con una criba para lavar las tripas, deshacerlas y sacaban las de las morcillas, las del chorizo, salchichón y las de la butifarra. Si podían sacar algunas para la pringue de los chicharrones, también se sacaban el godo y el ciego, lo toca y la vejiga. Después se iba a la acequia o al calache a lavar las tripas con mucho frío, nieve y también hielo que había en la acequia. Después cuando llegaban a la casa tenían la comida preparada para comer. Unas mujeres se ponían a atar las tripas y otra a preparar la masa de las morcillas, después llenaban las morcillas con unos embudos pequeños a mano. Al día siguiente cogían el cerdo que tenían toda la noche colgado para que se helara y lo deshacían.
Tenían lebrillos para poner la carne, en unos ponían la carne del salchichón, en otros ponían la de los chorizos y en otro la de butifarra. Después las mujeres unas se ponían a picar la carne y otras a poner la caldera al fuego con agua para lavar lo de la butifarra y ponerlo a cocer y después lo deshuesaban y lo picaban en la máquina que tenían de mano, hacían después los chicharrones. Todo lo hacían a la luz del candil y de la lumbre.
Hoy día esta tradición matancera se sigue haciendo, sobre todo en familia; se ha convertido como en una especie de fiesta en la que toda la familia se reúne y participa. Se suele también invitar a los vecinos.
La Hermandad de las Ánimas
Esta la formaban únicamente los cabezas de familia. No hay constancia de cual fue el origen de esta hermandad, aunque sí se sabe que durante la Guerra Civil se deshizo y se volvió a retomar en los años cuarenta hasta finales de los cincuenta. Su principal función era recaudar dinero para mantener y ayudar a la iglesia y a los vecinos más desfavorecidos. El dinero lo conseguían vendiendo bailes, haciendo funciones de teatro, competiciones y pidiendo casa por casa. La hermandad de las Ánimas compró los bancos que se encuentran actualmente en la iglesia de Polícar, así como muchos de los enseres necesarios para la liturgia. También se encargaban de dar sepultura a los vecinos que no tenían familia o que no poseían el dinero necesario para pagar el funeral. Los hermanos se encargaban de cavar el hoyo, de comprar el féretro y costar y ofrecer misas por su alma.
El día del entierro, llevaban a hombros al difunto en una especie de procesión en la que cada uno portaba un cirio. Hacían una primera parada en la puerta de la iglesia, donde dejaban al finado sobre una mesa vestida especialmente para la ocasión, al estilo de un altar. El sacerdote echaba los responsos y seguía la procesión hasta la plaza del pueblo, donde paraban nuevamente siguiendo el mismo ritual. La última parada la hacían en la zona conocida como la Alameda, donde situaban al difunto en una especie de peana de cemento y piedra llamada “El Poyo de los Muertos”. El párroco echaba el último responso y acababa la procesión con los cirios, que era conocida como “La Carrera de los Muertos”. Desde ese lugar la comitiva fúnebre llegaba al cementerio, donde finalmente se daba sepultura. Actualmente “El Poyo de los Muertos” ha desaparecido y esta zona se la conoce como “La Carrera”. Hoy día solo quedan en la iglesia los grandes cirios que portaban los hermanos y los bancos, como testigos de esta hermandad.
El Baile de Navidad
Los hermanos de la Hermandad de las Ánimas recorrían, con música popular, las casas del pueblo y las aldeas aledañas pidiendo para las Ánimas Benditas. Cuando los vecinos preguntaban: “¿Quién es?” estos taconeaban, contestaban “Las Ánimas Benditas” y recitaban: ”A las Ánimas Benditas, la limosna con fervor, que ella os lo pagará, en la mejor ocasión”. Si se daba el caso de que no las recibían, les cantaban: ”A las Ánimas Benditas, no se les cierra la puerta, que diciéndoles que perdonen, se van ellas tan contentas”. Cada uno ofrecía lo que buenamente podía, pero era sobre todo la población de las aldeas la que entregaban animales como conejos, pollos, gallinas, etc. Además recogían alimentos de todo tipo, desde productos de la tierra, garbanzos, lentejas, patatas, melones, membrillos y productos elaborados, tanto de matanza como de horno, el “amasijo de la Pascua” que lo formaban los nochebuenos (pan de aceite típico granadino y pasas), macarros, pan, tortas de chicharrones, tortas de aceite, roscos, etc. Todo lo que habían recogido, lo llevaban a la plaza del pueblo, donde vendían los alimentos excepto los animales, que los colgaban en la cuerda que atravesaban en la plaza de esquina a esquina, atada a los balcones.
Para poder participar en este evento tenían que pagar. Eran muchos los muchachos que participaban, los cuales se situaban al principio de la plaza, se les tapaban los ojos con un pañuelo y se les daban tres vueltas. Tenían que llegar a donde estaban los animales colgados y con un palo intentar dar al animal. Los hermanos lo conducían con varas a cada lado para que no se saliera del camino. Aquel que conseguía darle al gallo, se lo quedaba para compartirlo en una comida con sus amigos o familia. También se enterraba un gallo en el suelo y se le dejaba la cabeza por fuera, y pagando, los mozos con los ojos tapados, le tiraban piedras, y el que le diera al gallo, ese se lo llevaba. Cuando acababa el juego, salían “Los Casadores”, que eran dos hermanos disfrazados, que casaban en broma a los vecinos mal avenidos diciéndoles: ”La Bendición del Cucurumate, si no dormís juntos, que el demonio os mate”. También podías recurrir a ellos si te interesaba alguna muchacha. Todo esto se hacía a cambio de una limosna. Por la noche se hacía el baile de las Ánimas en una casa a la luz del candil, los hermanos traían guitarras y un acordeón, y las muchachas entraban gratis, pero los muchachos tenían que pagar por asistir al baile. El día de Año Nuevo se celebraba una misa y al finalizar esta, en la plaza de la iglesia se extendía una manta y algunos hermanos les quitaban a los vecinos prendas, que depositaban en ella. Para recuperarlas tenían que dar una limosna. Con todo esto obtenían el dinero necesario para llevar a cabo sus obras sociales. La Navidad acababa con el Día de Reyes, cuando los padres obsequiaban a sus hijos con naranjas o dulces.
San Pedro
El día 29 de junio, la gente del pueblo iba al campo paseando e iban rezando el rosario de San Pedro. Esta práctica tuvo un gran arraigo popular entre los policareños.
Santiago Apóstol
Se iba de merienda al campo todo el día. Era un día de convivencia entre vecinos y amigos, que se juntaban y se iban a pasar el día a El Sabuco, Molino del Llano o a El Camarate, donde se comía, se jugaba a las cartas, se reía o sencillamente se hablaba y se pasaba un día veraniego a la sombra de las alamedas.
Virgen de Agosto
El día 15 de agosto, solemnidad de la Asunción de la Virgen María, los mozos del pueblo sacaban a la Virgen en procesión. Hacían un altar en la carrera de la Cruz con macetas y colchas, donde ponían la Virgen y el cura daba la bendición a todos los presentes, especialmente a los mozos. Al finalizar el acto religioso, estos mozos daban un refresco para todo el pueblo. Actualmente se hace la fiesta de la Virgen de Fátima, organizada por varios vecinos del pueblo.
Virgen de Fátima
A finales de septiembre, y coincidiendo con la llegada de la Virgen de Fátima al pueblo y con el fin de la trilla, se hacía esta fiesta. Organizaban la fiesta los quintos (mozos que iban a comenzar el servicio militar al curso siguiente) que iban a pedir por las casas porque esta fiesta era pagada por el pueblo. El día antes iban a Guadix y compraban aguardiente, galletas y garbanzos tostados. A otro día se hacía un altar a las afueras del pueblo y se hacía la procesión hasta donde estaba el altar, una vez allí se rezaba por éstos mozos para que la Virgen los protegiera durante toda la mili. Después se hacía la misa, cuando se terminaba la misa se iban todos al salón del ayuntamiento (antigua casa del señorico del pueblo) y se tomaban una copa de aguardiente, las galletas y los garbanzos tostados. Esta fiesta se trasladó al día 15 de agosto.
La Noche de los Santos
Se iba a misa por la tarde y ya entrada la noche, se juntaba toda la familia en una casa y se hacía una cena de lo mejor que se tenía; arroz, pollo, ternera o pescado. Al finalizar se comía la típica carne de membrillo y las castañas asadas en la lumbre, acompañadas de una copa de anís y se pasaba toda la noche frente a la chimenea, compartiendo la víspera del día de los Difuntos con la familia.

### Patrimonio inmaterial
Fiestas Patronales de San Antonio de Padua (13 de junio)
Lo organizan ocho mayordomos, que son los que les tocan las fiestas del año. Los turnos de las fiestas van recorriendo todo el pueblo, de manera que cada año les toca a ocho casas. El sábado por la mañana hay una misa y después una procesión. Al finalizar la procesión, el ayuntamiento ofrece un refresco para todo el pueblo. Por la noche se realiza la procesión nocturna, en la cual es tradición que cada vecino tire cohetes al pasar San Antonio por la puerta de su casa. Después hay baile en la plaza del pueblo. El domingo se inicia con la procesión y posterior misa (antiguamente esta misa del domingo se hacía en la plaza del pueblo, donde se montaba un altar para la ocasión). Al terminar la misa, los mayordomos invitan a todo el pueblo al refresco en las escuelas.
Antiguamente se rezaba una novena a San Antonio todas las tardes. Después de cada misa es costumbre cantar a San Antonio la Copla de los Pajaricos, antiguo cantar que relata la vida y milagros del santo de Padua.
Fiestas de la Virgen de Fátima (15 de agosto)
Esta fiesta surge por la fusión de la fiesta de la Virgen de Agosto y las fiestas de la Virgen de Fátima. Es organizada por varios vecinos voluntarios del pueblo, que se encargan de pedir dinero a los vecinos mediante rifas y sorteos, ya que esta fiesta es pagada por todos los policareños.
Chiscos - Víspera de San Antón Abad (17 de enero), Víspera de la Candelaria (2 de febrero), Víspera de San Blas (3 de febrero)
En las vísperas de estos días se hacen los tradicionales chiscos granadinos. Consiste en ir al campo a recoger leña y las típicas "bolisnas"; para, a la caída de la tarde, hacer lumbres o chiscos en diferentes lugares del pueblo. Es costumbre que los vecinos de junten en el chisco para comer y asar productos de la tierra, sobre todo de la matanza, beber vino del pueblo y comer rosetas.
Cospus Christi
En la fiesta grande del Señor, Polícar tiene la tradición de hacer altares en las calles por donde pasa la procesión. Los altares son montados por los vecinos esa misma mañana con flores e imágenes religiosas, y adornando las calles con colchas y macetas. A las 12 del mediodía comienza la Eucaristía. Al finalizar, sale la procesión con la Custodia, que es llevada por el sacerdote bajo palio. Irá visitando cada altar, en el cual se expone la Custodia, se reza y se da la bendición con el Santísimo.
San Marcos
El día 25 de abril Polícar celebra la festividad de san Marcos Evangelista. Por la mañana se empiezan a tirar cohetes anunciando que el día es de fiesta. A las 12 del mediodía sale la procesión con la imagen de San Marcos con dirección a las eras, donde el cura bendice los campos y los animales asistentes. Después se celebra una solemne Eucaristía, en la que se bendicen los tradicionales roscos y el queso. Al finalizar la misa, los mayordomos de ese año los reparten en la puerta de la iglesia, junto con un vaso de vino del pueblo.

## Hermanamientos
- El Oro, México (2019)[7]
- Cadereyta, México (2019)[7]